# Distrikt San Lorenzo (Jauja)
Der Distrikt San Lorenzo liegt in der Provinz Jauja in der Region Junín im zentralen Westen Perus. Der Distrikt wurde am 21. Oktober 1942 gegründet. Er hat eine Fläche von 24,3 km². Beim Zensus 2017 lebten 2675 Einwohner im Distrikt. Im Jahr 1993 betrug die Einwohnerzahl 1841, im Jahr 2007 2265. Verwaltungssitz ist die 3322 m hoch gelegene Kleinstadt San Lorenzo mit 2275 Einwohnern (Stand 2017). San Lorenzo liegt 14,5 km südöstlich der Provinzhauptstadt Jauja. Die Nationalstraße 3S von Jauja nach Huancayo führt durch den Distrikt.

## Geografische Lage
Der Distrikt San Lorenzo liegt im Süden der Provinz Jauja. Er befindet sich im Andenhochland am linken östlichen Flussufer des nach Südosten strömenden Río Mantaro. 
Der Distrikt San Lorenzo grenzt im Südwesten an den Distrikt Leonor Ordóñez, im Nordwesten an den Distrikt El Mantaro, im Nordosten an den Distrikt Masma Chicche, im Osten an den Distrikt Apata sowie im Süden an den Distrikt Matahuasi (Provinz Concepción).